# Bishopstoke
Bishopstoke is een civil parish in het bestuurlijke gebied Eastleigh, in het Engelse graafschap Hampshire met 9974 inwoners.